# پیروزی (فیلم ۲۰۰۹)
پیروزی (انگلیسی: Victory) فیلمی هندی است که در سال ۲۰۰۹ منتشر شد.